# Banta, Anhui
Banta (kinesiska: 半塔) är en köping i östra Kina. Den ligger i Lai'an härad i staden Chuzhou i provinsen Anhui, omkring 150 kilometer nordost om provinshuvudstaden Hefei. Antalet invånare är 66 714. Befolkningen består av 33 561 kvinnor och 33 153 män. Barn under 15 år utgör 17,0 %, vuxna 15-64 år 72 %, och äldre över 65 år 10,0 %.